# Václavice (Hrádek nad Nisou)
Václavice (německy Wetzwalde) je vesnice, která je součástí města Hrádek nad Nisou v okrese Liberec. Je dlouhá více než pět kilometrů a leží podél klikaté cesty, kterou lemuje Václavický potok.
Vesnice leží v malebné krajině s horizontem Ještědského hřebenu, Lužických hor a hradu Oybin na saské straně. Hlavní cesta do obce vede z Chrastavy na Chotyň a dále na Hrádek nad Nisou. Další cesta vede přes Bílý Kostel nad Nisou na Pekařku, kde je pár chalup na malém kopci mezi lesem a lány polí končící křižovatkou uprostřed Václavic. Václavice jsou asi pět kilometrů východně od Hrádku nad Nisou a asi osmnáct kilometrů od krajského města Liberec. Václavice leží v katastrálním území Václavice u Hrádku nad Nisou o rozloze 15,68 km². V katastrálním území Václavice u Hrádku nad Nisou leží i Uhelná.

## Historie

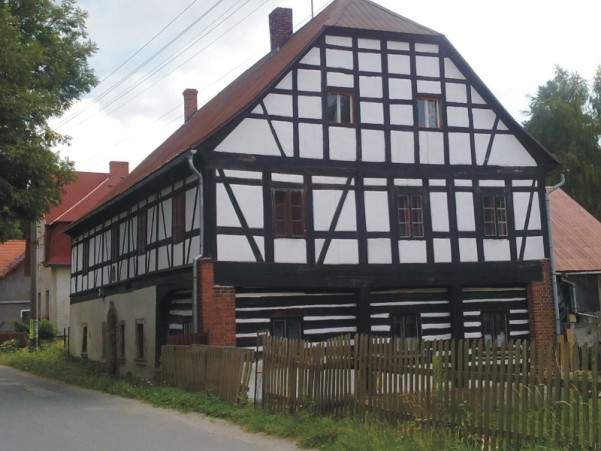
Nejvzácnější zachovalý václavický hrázděný dům, kamenný portál v přízemí nese letopočet 1794. Stojí ve střední části obce u odbočky na Bílý Kostel přes Pekařku.

První písemná zmínka o vesnici pochází z roku 1326. Vesnice tehdy patřila ke grabštejnskému panství. V dochovaných archivech jsou pouze písemnosti, které se vztahují k místnímu kostelu svatého Jakuba apoštola, který je znám již od roku 1326 (?), od roku 1352 se připomíná jako farní při odvodu papežského desátku. O životě místních lidí v samotných Václavicích, jejich jména, či zajímavé události, které se týkají této doby, se nedochovaly.
Roku 1630 však ve vsi samotné byly dva dvory drobné lenní šlechty. Celé Václavice byly kdysi pomyslně rozděleny na tři části. Vrchní díl při silnici na Chrastavu se nazýval Horní Ves (Oberdorf), oblast okolo kostela a silnice na Pekařku, pak Střední Ves (Mitteldorf), a konečně zbytek při silnici ke Grabštejnu pak Dolní Ves (Niederdorf). První dvůr se nacházel v horní části vsi, z dnešních popisných čísel 47 až 50 a sídlil zde Hans von Nostitz. V dolní vsi byl tzv. Černý nebo též Malý dvůr (dnešní č. p. 99). Na obzvláště těchto panských statcích velmi tvrdě pracovala většina obyvatel této vesnice.
Třicetiletou válku zde údajně připomíná starý smírčí kříž nedaleko brány ke zbořenému kostelu – podle pověsti zde odpočívá švédský generál. Zabíjení, potopy a různé epidemie se obci v této přetěžké době nevyhnuly. V prvé polovině 17. století byla ještě většina zdejších obyvatel protestanty. Po porážce českých stavů na Bílé hoře nařídila grabštejnská šlechta všem obyvatelům obce a také svých držav, aby přijali katolictví a nebo prodej svého majetku a odchod ze země. Spousta obyvatel Václavic zůstala u své víry a odešla za hranice. Prvním, kdo takto učinil, byl luteránský učitel Gabriel Schütz. V letech 1651–1696 následovalo učitele do exilu dalších 100 lidí. Bylo ale mnoho těch, kteří chtěli ve své rodné obci zůstat, proto se usadili hned za hranicemi v Reichenau, ve spřízněném Sasku (dnes Bogatynia v Polsku). Pověst praví, že odcházející protestanti na protest odnesli i velký václavický zvon z věže kostela, který prý poté dlouhá léta visel v kostelní věži jejich nového domova v Sasku.
Prvním rychtářem byl v 17. století pan Christoph Worm. Rychtářský úřad byl pak dlouhá léta až do svého zániku roku 1850 prakticky jen v držení rodů Wormů, Thielů a Pietschů. Roku 1866 za prusko-rakouské války Václavičtí zažili velký hlad a utrpení, jelikož bylo v obci zrekvírováno velké množství potravin pro frontu. V této a další následné době zažili Václavičtí vpád pruského vojska s desítkami kanónů, koňmi a tisíci vojáků, kteří pochodovali na Chrastavu, kteří po své cestě plenili a rabovali.
Václavické muže, kteří padli na bojištích první světové války, připomíná dodnes velký pomník v zadní části hřbitova. Václavičtí muži bojovali i ve druhé světové válce, v řadách wehrmachtu v Rusku. Nikdo z nich se domů nevrátil. Po válce pak došlo k odsunu všech václavických Němců za hranice země. Tzv. „budovatelé pohraničí“ poté napsali: „Celkem jsme rozbourali asi 180 čísel popisných. Jedno číslo popisné někdy představovalo i několik budov: obytné stavení, maštal, stodolu a kůlny. Také jsme rozbourali jeden dům ještě nedostavěný.“
Kostel sv. Jakuba byl zbourán v sedmdesátých letech 20. století, fara má nájemce, z bývalé školy je výrobna nití a staré václavické statky mnohdy vypadají opuštěně a zchátrale, nebo byly přestavěny do moderního stylu. Nezměněny zůstaly lány luk, panorama okolních kopců a hor a tajemno spojené s historií této obce. Možná posledním žijícím svědkem minulosti je místní udržovaný hřbitov, kde krom prázdného travnatého obdélníku po zbořeném kostele může pozorný návštěvník najít třeba v roce 2010 přibyvší nápis na rodinné hrobce, ale i v roce 2012 instalovaný dřevěný kříž u jednoho původního, špatně čitelného náhrobku.

## Obyvatelstvo
| Rok            | 1869  | 1880  | 1890  | 1900  | 1910  | 1921  | 1930  | 1950 | 1961 | 1970 | 1980 | 1991 | 2001 | 2011 | 2021 |
| -------------- | ----- | ----- | ----- | ----- | ----- | ----- | ----- | ---- | ---- | ---- | ---- | ---- | ---- | ---- | ---- |
| Počet obyvatel | 1 459 | 1 483 | 1 486 | 1 425 | 1 398 | 1 343 | 1 341 | 702  | 532  | 501  | 426  | 345  | 399  | 441  | 422  |
| Počet domů     | 261   | 283   | 291   | 303   | 303   | 309   | 311   | 285  | 163  | 132  | 114  | 135  | 137  | 129  | 129  |

## Pamětihodnosti
- Wohlmannův statek
- Dům čp. 81
- Fara
- Usedlost čp. 168
- Scholzeho větrný mlýn

## Fotogalerie

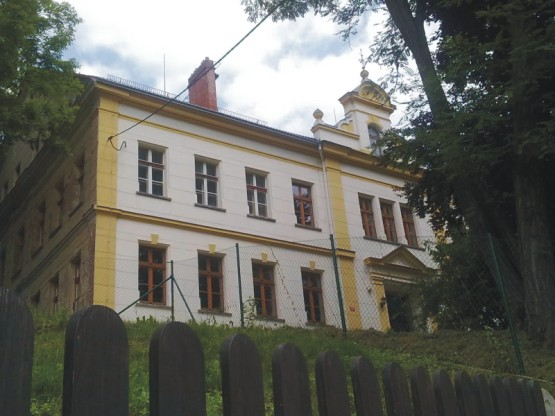
Bývalá škola, dnes se zde vyrábí nitě
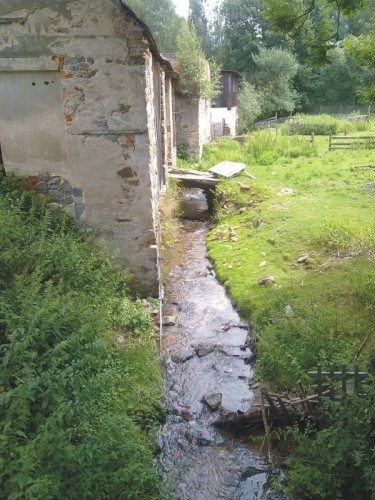
Václavický potok
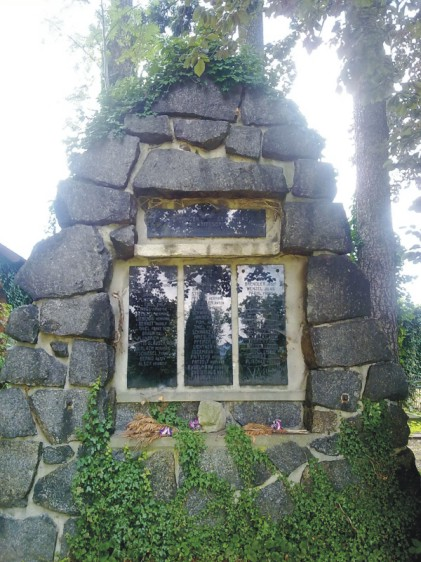
Velký pomník v zadní části hřbitova
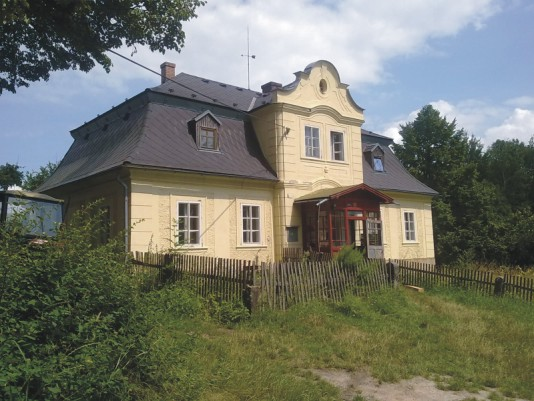
Václavice fara
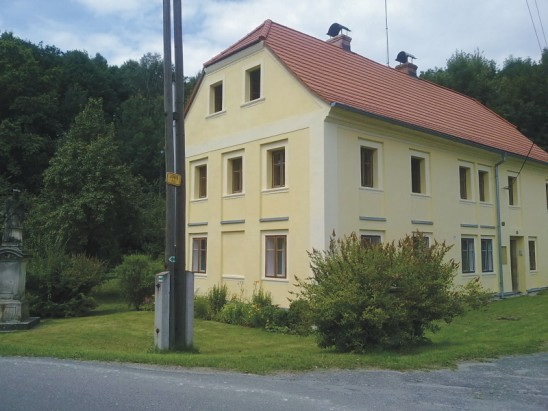
Jeden z opravených domů ve Václavicích
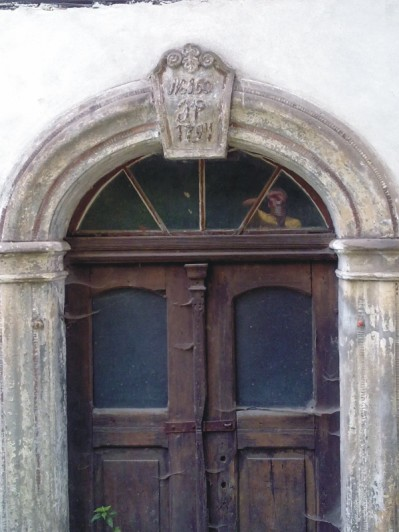
Kamenný portál s letopočtem 1794 v přízemí nejvzácnějšího hrázděného domu
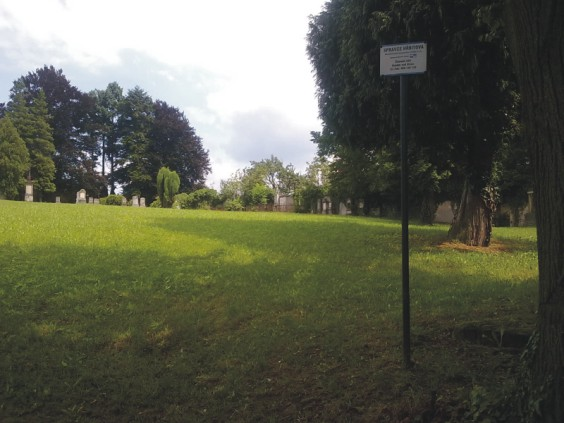
Pouze prázdné místo, kde stával kostel a chátrající náhrobky
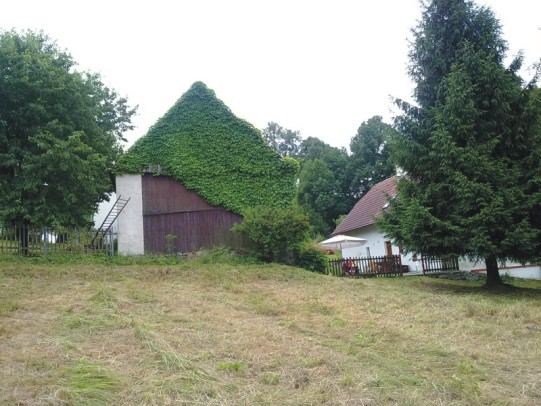
Typické zemědělské stavení ve Václavicích